# Zaķusala
Zaķusala (Hare Ø) er en ø beliggende i floden Daugava i Riga, hovedstaden i Letland. Øen er i dag omkring 3½ kilometer lang, men var omkring 1½ kilometer lang efter den opstod for omkring 300 år siden, eftersom Daugavas oversvømmelser på dette sted var blevet mere vedvarende. I 1914 opførtes Jernbanebroen på øens nordlige spids, og i 1976 opførtes Salabroen ind over midten af øen. Radio og tv-tårnet opførtes i 1986 på øens sydlige del, hvor man samtidig fjernede den sidste rest af oprindelig beboelse på øen. Latvijas Televīzijas bygning står lige nord for hvor Salabroen krydser Zaķusala.